# Orizaba
Orizaba ou, em português, Oriçaba é uma cidade em Veracruz, no México. Está localizada a 20 km a oeste de Córdoba, sua cidade irmã. Possui uma população de 120.844, dados de 2010.

## Cidades-irmãs
- Córdoba, México;
- Tlaxcala de Xicohténcatl, México;
- Burgos, Espanha;
- Bogotá, Colômbia;
- Portsmouth, Estados Unidos.